# Генри де Бомонт, 1-й барон Бомонт
Генри де Бомонт (Генрих де Бомон) (англ. Henry de Beaumont; ок. 1280 — до 10 марта 1340) — 1-й барон Бомонт с 1309, граф Бьюкен с 1333 (с 1334 титул признавался только в Англии), граф Морей и констебль Шотландии в 1333—1334 годах, одна из ключевых фигур во время войн за независимость Шотландии, сын Людовика де Бриенна, виконта де Бомон-о-Мэн, и Агнессы де Бомон.
Генри происходил из знатного французского рода Бриеннов. Поскольку он был младшим сыном в семье, на родине у него не было перспектив. Так как он был близким родственником жены короля Англии Эдуарда I, он вслед за сестрой перебрался в Англию, где сблизился с будущим Эдуардом II, от которого получил многочисленные поместья и титул барона. Также он женился на Элис Комин, наследнице графства Бьюкен, конфискованного у её дяди королём Шотландии Робертом I Брюсом. Он поддержал восстание королевы Изабеллы против мужа, но позже был вынужден бежать во Францию, вернувшись в Англию только после отстранения Изабеллы и её фаворита, Роджера Мортимера, от власти.
Стремясь получить шотландское наследство жены, Генри поддерживал претендовавшего на Шотландский престол Эдуарда Баллиола, получив после успеха вторжения того в Шотландию в 1333 году титулы графа Бьюкена и Морея, а также должность констебля Шотландии, однако после изгнания Баллиола в 1334 году утратил владения и титулы в Шотландии, хотя в Англии он продолжал титуловаться как граф Бьюкен.

## Биография

### Происхождение
Генри происходил из знатного французского рода Бриеннов, представители которого принимали активное участие в Крестовых походах. Его отец, Людовик де Бриенн (ум. после 1 сентября 1297), был одним из сыновей Иоанна (Жана) де Бриенна, короля Иерусалима и императора Латинской империи, от брака с Беренгарией Леонской. Людовик, носивший по месту рождения прозвище «Акрский», воспитывался вместе с братьями Альфонсом и Жаном при дворе своего родственника, короля Франции Людовика IX Святого. Он женился на Агнессе де Бомон, наследнице Рауля VII, виконта де Бомон-о-Мэн, благодаря чему унаследовал титулы и владения виконта де Бомон.
Людовик оставил троих сыновей. Старший, Жан I де Бомон, в итоге унаследовал отцовские владения во Франции. Генри же был младшим из сыновей Людовика.

### Молодые годы
Генри родился около 1280 года. Как младший сын, он не мог рассчитывать на наследство отца. Поскольку его отец приходился родственником Элеоноре Кастильской, жене короля Англии Эдуарда I, возможно, что именно английская королева поспособствовала браку Изабеллы, сестры Генри, с Джоном де Веси, приближённым Эдуарда I, заключённому в 1279 или 1280 году. А за Изабеллой позже в Англию перебрались и двое её братьев — Людовик, позже ставший епископом Дарема, и Генри.
В Англии Генри вскоре оказался в близком окружении короля. В 1297 году он был сделан рыцарем королевского двора. Регулярно участвуя в войнах с Шотландией, Генри сблизился с принцем Эдуардом, наследником Эдуарда I (будущим королём Эдуардом II).

### Карьера при Эдуарде II
После вступления на престол Эдуарда II в 1307 году Генри де Бомонт быстро сделал карьеру при его дворе. В 1308 году он стал одним из смотрителей Шотландии (к югу от Форта), а 4 марта 1309 года был вызван в парламент как барон Бомонт. Генри получил многочисленные поместья в Ланкашире, к которым позже прибавились земли в том же графстве, унаследованные от сестры Бомонта Изабеллы, умершей в 1334 году. Кроме того, в 1310—1312 годах Генри получил под управление остров Мэн, что вызвало недовольство знати.
Влияние на Эдуарда II фаворитов вызывало недовольство знати и привело к политическому кризису. В 1309 году бароны вынудили Эдуарда II назначить исполнительный совет «Лордов-ордайнеров», целью которого было проведение реформ в Англии. Король был вынужден пойти на уступки и 17 марта 1310 года было объявлено о том, что в течение следующих 18 месяцев лорды-ордайнеры будут «предопределять и укреплять королевство и королевский двор в соответствии с правом и здравым смыслом». В 1311 году ордайнеры потребовали от короля удалить от двора Генри Бомонта и его сестру Изабеллу, а также передать управление Мэном «хорошему англичанину» (что показывает одну из причин непопулярности Генри). Однако данные требования выполнены не были, Генри оставался при королевском дворе до 1323 года.
Во время правления Эдуарда II Генри регулярно использовался для миссий за границей. Кроме того, Генри был тесно связан с попыткой короля назначить епископом Дарема его брата Людовика. Это привело к тому, что в 1317 году Генри и Людовик были захвачены в плен Томасом Ланкастером, лидером баронской оппозиции, для их освобождения потребовалось заплатить выкуп. Своеобразной местью за пленение стало участие Генри в составе королевской армии битве при Боробридже в 1322 году, в которой Томас Ланкастер был разбит и позже казнён.
Около 1310 года Бомонт женился на Элис Комин, племяннице Джона Комина, 7-го графа Бьюкена. Этот брак дал ему возможность претендовать на шотландское наследство жены. Борьба за эти владения, как и прежде фаворитизм Эдуарда II, во многом предопределила дальнейшую карьеру Бомонта. Статус лишённого владений шотландского барона вынудил его выступить против англо-шотландского перемирия 1323 года, заставившего его пересмотреть политические взгляды. При этом Генри ещё пользовался достаточным доверием Эдуарда II, чтобы быть назначенным одним из опекунов принца Эдуарда (будущего Эдуарда III), посланного в сентябре 1325 года во Францию для принесения королю Франции оммажа на французские владения Англии. Однако спустя год Генри уже был одним из главных сторонников королевы Изабеллы во время вторжения в Англию.

### Карьера при Эдуарде III
После смещения Эдуарда II Генри был щедро вознаграждён за поддержку королевы Изабеллы, получив поместья в Лестершире. Однако Нортгемптонский договор 1328 года вновь перевёл Генри в оппозицию: хотя договор и гарантировал возвращение ранее конфискованных шотландских владений английской знати (в том числе и Генри), но обещания выполнены не были. В результате Бомонт оказался сначала вовлечён в восстание 1328—1329 годов графа Ланкастера против Роджера Мортимера, фаворита королевы Изабеллы и фактического правителя королевства, после краха которого он бежал во Францию. Позже он был вовлечён в неудачный заговор графа Кента.
После смещения в 1330 году Эдуардом III Мортимера и королевы Изабеллы, Генри смог начать новую карьеру при английском дворе. Он вернулся в Англию и, желая вернуть себе шотландские владения, стал одним из сторонников Эдуарда Баллиола, претендовавшего на шотландский трон, на котором сидел малолетний Давида II, сын умершего в 1329 году Роберта Брюса.
Вскоре после коронации Эдуарда III начали одолевать его сторонники с требованиями вернуть их наследственные владения в Шотландии . Хотя Эдуард III был связан условиями Нортгемптонского договора, но пренебречь требованиями знати (некоторые были его друзьями, а другие преданно участвовали в сражениях на стороне его отца и деда), поэтому он решил поддержать претензии на шотландский трон Эдуарда Баллиола, получившего ранее убежище при английском дворе.
Вскоре после коронации Эдуард III потребовал у регента Шотландии Томаса Рэндольфа, графа Морея, вернуть конфискованные владения его подданным. Однако реакции не последовало, повторная просьба также была проигнорирована, поэтому английский король смотрел сквозь пальцы на тот факт, что североанглийская знать стала готовить вторжение в Шотландию. В итоге 31 июля 1332 года армия под командованием Эдуарда Баллиола отправилась в Шотландию, где в это время умер регент. В составе этой армии были многие «лишённые наследства», включая англизированных графов Ангуса и Атолла, а также несколько сотен английских лучников. В составе английской армии был и Генри де Бомонт.
Сопротивления англичане почти не испытывали, пока 10 августа они в Даплин Муре не наткнулись на крупную шотландскую армию которую возглавлял новый регент Шотландии — Домналл, 8-й граф Мар. Тайно переправившись через реку, англичане на рассвете разбили шотландцев. Шотландская армия была уничтожена, регент погиб. Победители отправились в Перт, где Баллиол был коронован шотландской короной. Однако вскоре его смог вытеснить из Шотландии сторонник Давида II Арчибальд Дуглас. Чтобы вернуть корону, Эдуард Баллиол обратился за помощью к Эдуарду III, пообещав тому территориальные уступки. Английская армия, в составе которой был и Генри Бомонт, 19 июля 1333 года в битве при Халидон-Хилле разгромила армию сторонников Давида II, после чего Эдуард Баллиол вновь сел на шотландский трон.
В качестве признания заслуг Генри он получил шотландское наследство жены — графство Бьюкен, а также стал графом Морея и констеблем Шотландии. Однако уже в 1334 году Баллиол был вынужден бежать в Англию, а Генри Бомонт был захвачен сторонниками Давида II. Вскоре его выкупили из плена, и уже 1335 году он участвовал в новой шотландской кампании Эдуарда III. Но в 1336 году Эдуард Баллиол был окончательно изгнан из Шотландии.

### Последние годы
После 1336 года интерес Англии к Шотландии снизился. Генри лишился своих владений в Шотландии, его титулы никогда не были там признаны, хотя он и вызывался в 1334—1340 годах в английский парламент как граф Бьюкен.
В 1338 году Генри сопровождал Эдуарда III поездке в Нидерланды. Там он и умер не позднее 10 марта 1340 года. Его тело было захоронено в Водейском аббатстве в Линкольншире. Его владения унаследовал сын, Джон де Бомонт.

## Брак и дети
Жена: ранее 14 марта 1310 Элис Комин (до 1296 — до 10 августа 1349), де-юре 8-я графиня Бьюкен, дочь Александра Комина и Джоан Латимер. Дети:
- Джон де Бомонт (ум. 10/25 мая 1342), 2-й барон Бомонт с 1340[2];
- Ричард Бомонт[8];
- Джон Бомонт[8];
- Томас Бомонт[8];
- Элизабет де Бомонт (ум. 27 октября 1400); муж: с ок. 1331 Николас Одли (ок. 132 — 22 июля 1391), 3-й барон Одли из Хайли с 1386[2][8];
- Кэтрин де Бомонт (ум. 11 ноября 1368); муж: Дэвид III Стретбоги (1 февраля 1309 — 30 ноября 1335), титулярный граф Атолл с 1326[8];
- Изабелла де Бомонт (ум. 1361); муж: с ок. 1337 Генри Гросмонт (ум. 24 марта 1361), граф Дерби с 1336, граф Ланкастер с 1345, 1-й герцог Ланкастер и граф Лестер с 1351[2][8];
- Агнес Бомонт (ум. после 1459); муж: Томас де Люси (ум. 5 декабря 1365), 2-й барон де Люси с 1343[2];
- Джоан Бомонт; муж: Фальк Фиц-Уорин (ум. 1349), 3-й барон Фиц-Уорин[8].